# Hendrik van der Borcht l'Ancien
Hendrik van der Borcht l'Ancien ou Hendrick van der Borcht l'Ancien, né en 1583 et mort le 26 juillet 1651, est un graveur et peintre flamand-allemand de portraits, de natures mortes d'antiquités, de fleurs, de fruits et de paysages. Il est également un éminent antiquaire. Il est principalement actif en Allemagne, où sa famille a émigré pour des raisons religieuses.

## Biographie
Hendrik van der Borcht naît à Bruxelles, il est le fils de Hendrick et de  Elisabeth Notemans. Son père était en 1581 conseiller municipal de Bruxelles. Ce concile était contrôlé par les calvinistes depuis la fin de 1577 à la suite d'un soulèvement contre son souverain catholique, le roi Philippe II d'Espagne. On ne sait pas si son père faisait partie des calvinistes radicaux qui avaient rejeté François, duc d'Anjou, comme nouveau souverain des Pays-Bas.

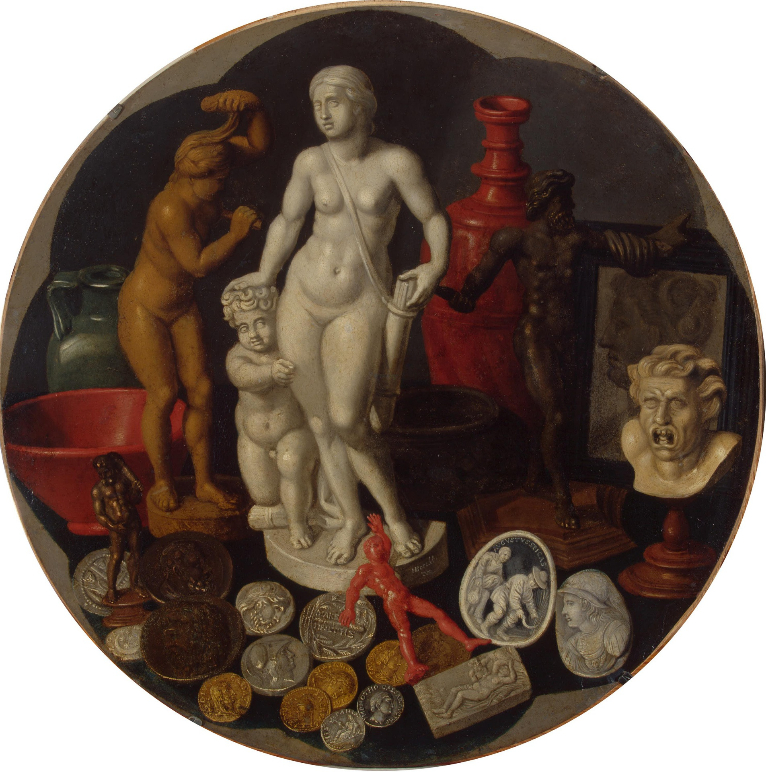
Nature morte avec collection de raretés

Hendrik quitte son pays d'origine avec sa famille en 1586 après la chute d'Anvers, lorsque les calvinistes qui ne souhaitent pas se reconvertir au catholicisme émigrent des Pays-Bas méridionaux. On ne sait pas où résidait la famille entre 1586 et fin 1597. On pense qu'ils se trouvaient quelque part en Allemagne, peut-être à Francfort ou à Frankenthal, qui étaient des refuges pour les calvinistes et où résidaient déjà les proches des familles van der Borcht et Noteman. Le 6 novembre 1597, la famille réapparaît dans les archives lorsque la mère Elisabeth Notemans est présente à Frankenthal lors du baptême d'Elisabeth Gijsmans, la fille du peintre Hendrik Gijsmans. Elisabeth Notemans en est la marraine. L'acte de baptême de Frankenthal indique qu'elle est déjà veuve. Il se peut qu'elle ait quitté la résidence familiale pour rejoindre ses proches à Frankenthal, probablement peu de temps avant le baptême, puisqu'elle n'est pas mentionnée lors des mariages de ses frères à Frankenthal. La famille   quitte Frankenthal pour Francfort après deux ans passés à Frankenthal.

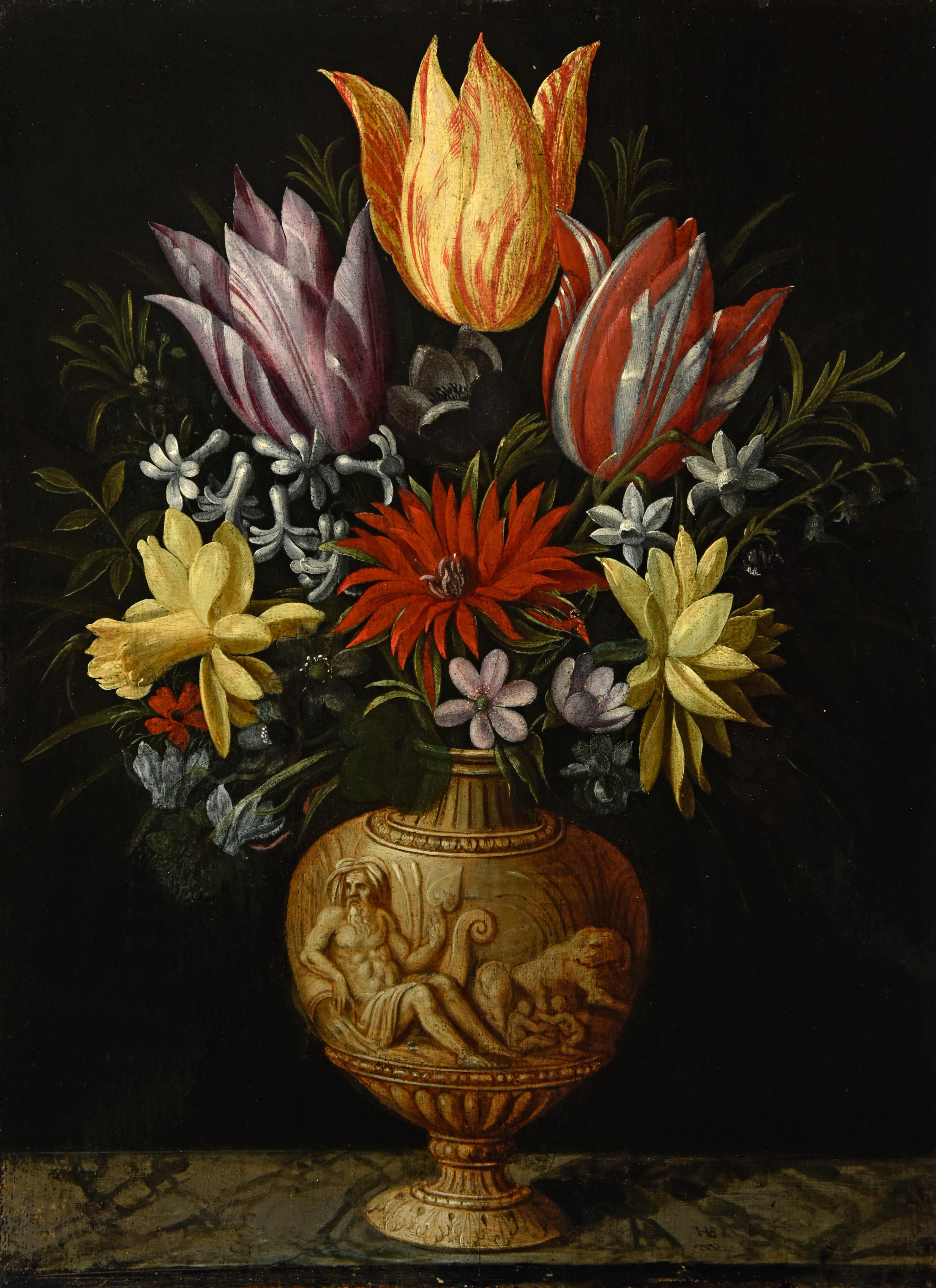
Fleurs dans un vase sur un socle en marbre

En 1598, Elisabeth Notemann épouse en secondes noces Anton Mertens d'Anvers, également veuf. Anton Mertens avait fait fortune à Anvers en tant qu'orfèvre et bijoutier. Après la chute d'Anvers en 1585, il était pour Francfort avec son épouse Susanna Tripmakers et ses enfants nés à Anvers. C'est là qu'il a reconstruit son entreprise de bijouterie et s'est également lancé dans le secteur de la banque privée. La Firma Mertens était probablement l'une des plus anciennes banques privées allemandes et a survécu jusqu'en 1917, date à laquelle elle a été intégrée à l'actuelle Commerzbank. Anton Mertens était un amateur d'art qui avait commandé plusieurs tableaux au peintre flamand Gillis van Coninxloo qui vivait à l'époque à Frankenthal. C'est probablement ce beau-père artistique qui a mis le jeune Hendrik en apprentissage chez un peintre.
Le maître de Hendrik est le jeune peintre flamand Gillis van Valckenborch (1569, Anvers - 1622, Francfort). Gillis van Valckenborch est le fils du peintre Marten van Valckenborch (1534, Louvain - 1612, Francfort) et le neveu du célèbre peintre Lucas van Valckenborch (1536, Louvain - 1597, Francfort). Cet apprentissage dure probablement jusque vers 1604. Durant cette période, il se peut que Hendrik rencontre le peintre Georg Flegel, qui est l'élève de Lucas van Valckenborch. Après avoir terminé son apprentissage, Hendrik part probablement pour un long voyage d'études en Italie. Entre 1604 et 1610 environ, il passe la majeure partie de son temps à Rome, où il se forme auprès d'un expert en antiquités (épigraphie, numismatique). Il retourne probablement à Francfort après la mort de son beau-père Anton Mertens le 5 août 1609 pour s'occuper de l'héritage. En 1611, il est enregistré à Frankenthal, où il se marie le 28 mai 1611 avec Dina van Couwenberghe. Son épouse est l'arrière-petite-fille du peintre bruxellois Philippe van Orley, le frère du célèbre peintre bruxellois Bernard van Orley. Hendrik vit et travaille de 1611 à 1627 dans la florissante colonie flamande de Frankenthal, où sont nés six de ses enfants, dont Hendrik le Jeune qui devient peintre.

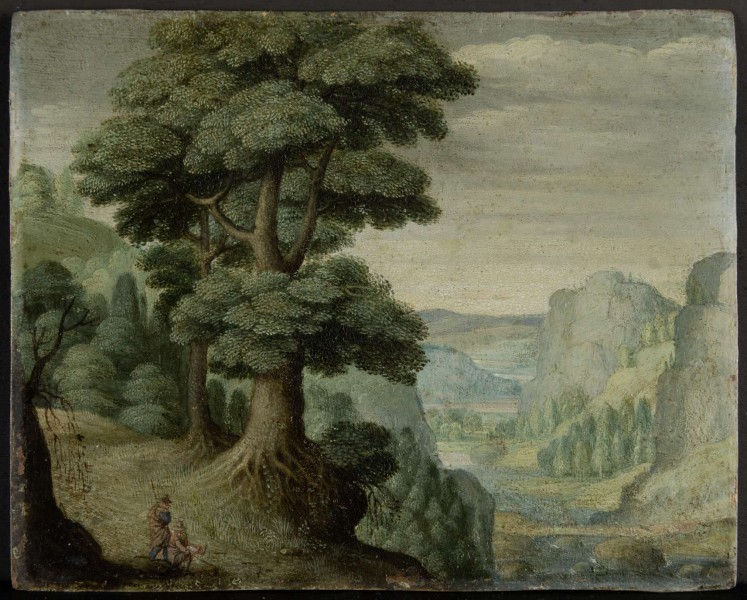
Paysage de montagne avec un grand arbre.

Comme il est riche et indépendant, Hendrik peut probablement choisir quelles commissions accepter. En 1613, il entre en contact avec la cour de Heidelberg pour laquelle il réalise, avec le peintre d'origine flamande Anton Mirou, les illustrations d'un livre commémorant la réception et l'entrée festives des mariés, Frédéric V du Palatinat et Élisabeth Stuart, la fille du roi anglais Jacob I, à Frankenthal. Il travailla en outre aux décorations de la ville de Frankenthal à l'occasion de ces festivités vers le 4 juin 1613. A cette occasion il rencontre le jeune anglais Thomas Howard, 21e comte d'Arundel, qui accompagne la princesse anglaise. Arundel est un amateur d'art et un collectionneur passionné qui n'a probablement pas manqué l'occasion de parler à Hendrik et de voir sa collection d'art ramenée d'Italie.
Au début de la guerre de Trente Ans, Frankenthal est assiégée par les troupes espagnoles en 1621. En 1623, Frankenthal passe finalement « contractuellement » sous le contrôle des Espagnols, qui la conserve jusqu'en 1652. La plupart des Flamands quittent la ville dès 1623, les autres les suivent lorsque les Espagnols interdisent l'exercice du culte protestant en 1627. Hendrik quitte également Frankenthal en 1627 et s'installe avec sa famille à Francfort dont il devient citoyen en 1636. Le comte d'Arundel lui rend visite lors d'une mission diplomatique en Allemagne et prend ensuite son fils aîné Hendrik à son service. En mars 1638, le peintre Georg Flegel meurt à Francfort. Un portrait réalisé par Hendrik peu avant sa mort est gravé par Sebastian Furck. Hendrik fournit à l'impression un hymne à son ami Flegel.

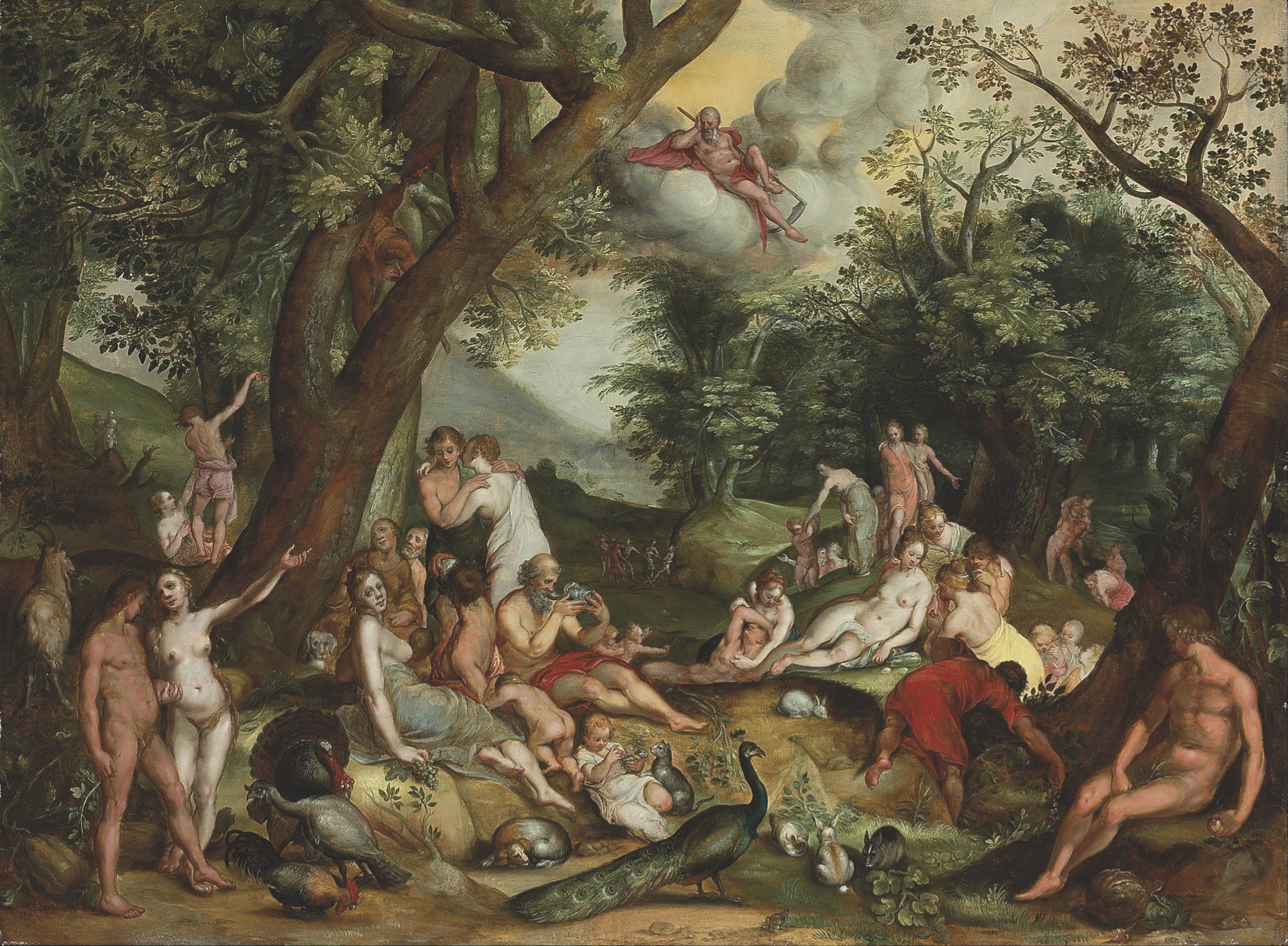
L'Âge d'Or.

Entre-temps, son épouse, Dina van Couwenberghe, donne naissance à trois autres enfants à Francfort : Anton (1628), Johann Frederick (1630) et Sebastian (1634). Hendrik forme ses fils. Les plus doués en peinture sont probablement les fils aînés Hendrik (II) et Abraham. Anton devient probablement peintre lui aussi, mais il meurt jeune à Francfort en 1658, à l'âge de 30 ans.
Hendrik meurt le 26 juillet 1651 à Francfort à l'âge de 68 ans. Sa veuve Dina van Couwenberghe meurt 15 ans après.

## Œuvre
Van der Borcht a peint des portraits, des natures mortes d'antiquités, de fleurs, de fruits et de paysages. Il était également un graveur qui a créé 12 estampes pour une publication de l'Entrée de Frédéric, électeur palatin, avec Élizabeth, princesse royale d'Angleterre, son épouse, à Frankenthal (1613).

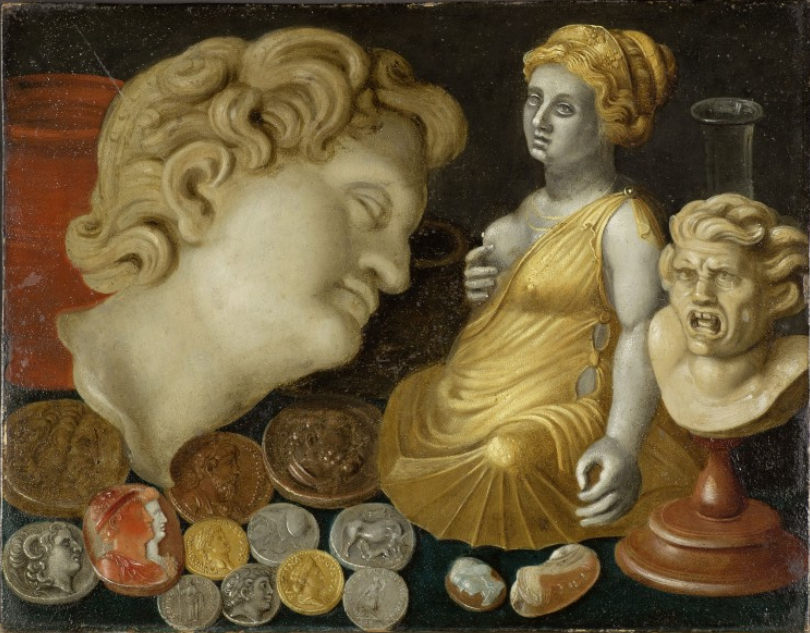
Nature morte aux objets de collection.

Il est considéré comme un membre de l'école de Frankenthal pour son travail paysagiste. L'école de Frankenthal est le nom donné à un groupe de peintres flamands qui avaient émigré des Pays-Bas méridionaux en raison des persécutions protestantes et s'étaient installés à Frankenthal (Palatinat) après 1562. Les représentants de l'école n'avaient pas un style uniforme mais étaient liés par des thèmes. Ils s'intéressaient aux paysages forestiers à petite échelle (exécutés le plus souvent sur des plaques de cuivre) avec des scènes historiques ou religieuses. Les représentants les plus importants étaient Giles van Coninxloo, son élève Pieter Schoubroeck et Anton Mirou,. Le Paysage de montagne avec un grand arbre de Van der Borcht ( Musée historique de Francfort ) est une peinture sur cuivre de petit format. Elle montre un paysage fluvial rocheux dominé par un arbre puissant qui s'élève légèrement à gauche de l'axe central. L'arbre, avec son système racinaire visible et étendu, surplombe légèrement le bord d'une crête qui mène du premier plan à gauche dans les profondeurs. Sur la droite, le terrain ainsi que la gorge et la montagne imposante tombent brusquement dans une vallée fluviale profonde. Deux voyageurs avec des chapeaux pointus et des cannes sont les seules créatures vivantes de la scène. Le tableau montre, dans la disposition du paysage ainsi que dans la composition des petits personnages, l'influence de Jan Brueghel l'Ancien (1568-1625), qui avait créé des compositions similaires à Rome vers 1595.
Van der Borcht a peint quelques natures mortes sur cuivre représentant des collections de statues, d'objets et de pièces de monnaie antiques. L'une d'elles (Ermitage, Leningrad) est une grande composition de format circulaire représentant une collection complexe de statues, de médailles, de pièces de monnaie, de vases et d'un bol, sur un fond vert foncé. La seconde (Historisches Museum, Francfort) est de format horizontal. Elle montre des sculptures antiques, des pièces de monnaie, des camées et de simples récipients répartis sur une nappe. Plusieurs objets réapparaissent dans plusieurs de ces natures mortes, comme le buste d'un homme renfrogné qui est représenté dans les natures mortes de Francfort et de l'Ermitage, et plusieurs des camées de style classique. Il est donc probable que l'artiste les ait peintes d'après une collection réelle, peut-être la sienne. Ces natures mortes d'objets de collection sont proches des tableaux de cabinets de collection, apparus peu après 1600 à Anvers. Ces tableaux anversois présentaient des collections d'art et de curiosités plus ou moins fictives.
Il y a également une nature morte florale de la main de van der Borcht. Elle montre des tulipes, des jacinthes, des narcisses, des anémones, des cyclamens et du romarin dans un vase en terre cuite à motif classique placé sur un socle en marbre. Le motif classique représente Romulus et Remus rejetés sur le rivage et allaités par une louve, appelée « Lupa Romana ».